# Sofia Bertucci
Sofia Bertucci (Torino, 30 luglio 2004) è una calciatrice italiana, difensore del Parma in prestito dalla Juventus.

## Carriera
Sofia Bertucci nasce calcisticamente nella Juventus, squadra per cui esordisce in Serie A il 6 maggio 2023 nel corso dell'incontro Juventus-Inter (terminato 2-2), subentrando all'85' a Valentina Cernoia. Durante la stagione disputa anche due partite di Coppa Italia.
Nel corso della sua carriera tra giovanili e prima squadra bianconera, Bertucci effettua 19 presenze con la Nazionale italiana Under-19, realizzando tre reti. Con la maglia azzurra scende in campo tra l'altro in due partite della fase a giorni degli Europei U-19 del 2022.
Nell'estate del 2023 la società bianconera gira il difensore in prestito al Napoli, ove Bertucci scende in campo nella stagione 2023-2024 della massima serie per un totale di 19 presenze in campionato e 4 in Coppa Italia.
Il 23 luglio 2024 viene ceduta in prestito per una stagione alla Sampdoria, sempre in Serie A. Il 3 novembre segna la sua prima rete in blucerchiato, nella sconfitta interna per 1-5 contro la Roma.
L'11 luglio 2025 il Parma ufficializza l'acquisto del difensore a titolo definitivo dalla Juventus.

## Statistiche

### Presenze e reti nei club
Statistiche aggiornate all'11 maggio 2025.
| Stagione        | Squadra         | Campionato      | Campionato | Campionato | Coppe nazionali | Coppe nazionali | Coppe nazionali | Coppe continentali | Coppe continentali | Coppe continentali | Altre coppe | Altre coppe | Altre coppe | Totale | Totale |
| Stagione        | Squadra         | Comp            | Pres       | Reti       | Comp            | Pres            | Reti            | Comp               | Pres               | Reti               | Comp        | Pres        | Reti        | Pres   | Reti   |
| --------------- | --------------- | --------------- | ---------- | ---------- | --------------- | --------------- | --------------- | ------------------ | ------------------ | ------------------ | ----------- | ----------- | ----------- | ------ | ------ |
| 2022-2023       | Juventus        | A               | 1          | 0          | CI              | 2               | 0               | -                  | -                  | -                  | -           | -           | -           | 3      | 0      |
| 2023-2024       | Napoli          | A               | 20         | 0          | CI              | 4               | 0               | -                  | -                  | -                  | -           | -           | -           | 24     | 0      |
| 2024-2025       | Sampdoria       | A               | 16         | 1          | CI              | 1               | 0               | -                  | -                  | -                  | -           | -           | -           | 17     | 1      |
| 2025-2026       | Parma           | A               | 0          | 0          | CI              | 0               | 0               | -                  | -                  | -                  | AWC         | 0           | 0           | 0      | 0      |
| Totale carriera | Totale carriera | Totale carriera | 37         | 1          |                 | 7               | 0               |                    | -                  | -                  |             | -           | -           | 44     | 1      |

## Palmarès

### Competizioni nazionali
Coppa Italia: 1 
Juventus: 2022-2023